# Hermann Hauser

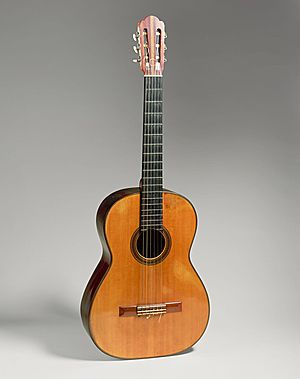
Violão de Segovia feito por Hauser, hoje no Metropolitan, Nova Iorque.

Hermann Hauser (Erding, 28 de dezembro de 1882 — Reisbach, 28 de outubro de 1952) foi um luthier alemão, cujos trabalhos mais notáveis estão os instrumentos utilizados pelos violonistas Andrés Segovia e a brasileira Olga Praguer Coelho.
O violão que foi usado por Segovia hoje compõe o acervo do novaiorquino Metropolitan Museum of Art.